# لوری مورگن
لوری مورگن (انگلیسی: Lorrie Morgan؛ زادهٔ ۲۷ ژوئن ۱۹۵۹) یک موسیقی‌دان اهل ایالات متحده آمریکا است. وی از سال ۱۹۷۲ میلادی تاکنون مشغول فعالیت بوده‌است.